# طيطاوات
الطيطاوات أو زقزاق (الاسم العلمي: Vanellinae) هي أسرة من الطيور تتبع فصيلة الزقزاقية من الرتبة الزقزاقيات.

## أجناسها
- أبو طيط